# Тогузов, Газак Иласович

Мемориальная доска на доме № 40, улица Тамаева, Владикавказ

Газак Иласович Тогузов, русифицированная форма имени — Василий (осет. Тогъуызты Газакк, 10 декабря 1888 год, село Ардон — 5 января 1938 год) — осетинский поэт. Писал под псевдонимами «Илас Æрнигон» (Илас Арнигон) и «Илас Мызурон».

## Биография
Родился 10 декабря 1888 года в бедной крестьянской семье в селе Ардон (сегодня — город). После смерти отца воспитывался матерью. После окончания начальной школы в родном селе поступил в Ардонскую духовную семинарию, которую окончил в 1909 году. Работал учителем в селении Лац в Куртатинском ущелье. Будучи учителем, собирал и записывал осетинское устное народное творчество.
В январе 1911 года уехал на заработки в Маньчжурию на строительство Забайкальской железной дороги. С сентября 1911 года работал учителем на станции Хинган, где проработал до лета 1913 года. С осени 1914 года был вольнослушателем в Институте народов Востока во Владикавказе. В 1915 году зачислен на второй курс. Изучал маньчжурский, китайский, английский и французский языки. Институт окончил в 1918 году.
В 1919 году был мобилизован в армию Дальневосточного временного правительства. Не желая воевать, бежал из армии и cкрывался в Харбине. В 1924 году открыл школу для детей служащих Китайско-Восточной железной дороги. В 1925 году возвратился на станцию Хинган, где работал до 1928 года директором местной школы. В 1931 году вступил в ВКП(б).
В 1934 году написал «Осетинскую грамматику», которую издал на собственные средства. В этом же году после захвата японскими войсками Маньчжурии вместе со семьёй возвратился в Осетию. Работал во Владикавказе переводчиком и редактором в книжном издательстве. В 1937 году был репрессирован и расстрелян 5 января 1938 года. В 1955 году посмертно реабилитирован.
На доме № 40 по улице Тамаева во Владикавказе укреплена мемориальная табличка, посвящённая Газаку Тогузову.

## Творчество
Заниматься литературным творчеством начал во время обучения в Ардонской духовной семинарии. В 1915 году опубликовал под псевдонимом «Илас Мызурон» свои первые стихотворения в журнале «Чырыстон цард» (Христианская жизнь). Большую часть своих произведений написал в Маньчжурии, откуда он посылал их для публикации в осетинских газетах «Рæстдзинад», «Хурзæрин», литературных журналах «Зиу» и «Мах дуг». До нашего времени дошло 34 стихотворения, одна поэма, рассказ и две одноактные пьесы.
Перевёл на осетинский язык «Робинзона Крузо» Даниэля Дефо и несколько рассказов Антона Чехова.

## Сочинения
- Челе. Радзырд. «Чырыстон цард», 1915, № 6, 7.
- Осетинская грамматика. Часть первая. Морфология. Харбин, 1934.
- Ног чындз (Молодая невестка). Поэмæ (скъуыддзаг). «Мах дуг», 1935, № 3—4.
- Адæмы лæг (Друг народа) статья Къостайы тыххæй «Мах дуг», 1935, № 3, 4.

Посмертные издания
- Æрæмыс-иу мæн. Æмдзæвгæтæ, пьесæ, радзырд. Орджоникидзе, 1960, 1979 и 1986.
- Уацмыстæ. Дзæуджыхъæу, 2008.